# SuperLiga României 2023-2024
Sezonul 2023-2024 al SuperLigii a fost cea de-a 106-a ediție a Campionatului de Fotbal al României, și a 86-a de la introducerea sistemului divizionar. Sezonul a început pe 14 iulie 2023 și s-a încheiat pe 19 mai 2024. Echipa FCSB a devenit campioană pentru a 27-a oară în istoria sa.
După desfășurarea sezonului regular, echipele au fost plasate în play-off-ul pentru titlu sau play-out-ul pentru retrogradare, în funcție de poziția în clasament. Ultimele două echipe din play-out au retrogradat direct în Liga a II-a, iar următoarele două au disputat un baraj de promovare/menținere cu alte două echipe din Liga a II-a 2023-2024. Deși România a coborât cu o poziție în clasamentul coeficienților UEFA, până pe locul 26, SuperLiga României a trimis tot campioana în turul I preliminar al Ligii Campionilor 2024-25. Pe de altă parte, datorită modificărilor aduse de UEFA, două echipe au intrat în turul II preliminar al Conference League 2024-25, și una în primul tur preliminar al Europa League 2024-25, aceasta fiind câștigătoarea Cupei României. În anii anteriori, câștigătoarea cupei intra și ea în al doilea tur preliminar al Conference League.
FCV Farul Constanța, campioana en-titre, nu a reușit să își apere titlul de campioană, terminând sezonul pe locul 4. După ce s-a aflat pe poziția de lider aproape pe întregul parcurs al sezonului, FCSB și-a adjudecat titlul pe 27 aprilie 2024, după o victorie 2-1 chiar împotriva campioanei en-titre în etapa a șasea a play-off-ului. Pentru FCSB, acesta reprezintă primul titlu după o pauză de nouă ani, și al 27-lea din palmares. De asemenea, este primul titlu de la schimbarea denumirii din FC Steaua București în 2017.

## Echipe

### Schimbări

#### Echipele promovate în SuperLigă
Prima echipă din sezonul 2022-2023 al Ligii a II-a care și-a asigurat matematic promovarea în SuperLigă este Politehnica Iași, după ce a reușit o victorie cu 2-0 împotriva lui Oțelul Galați în etapa a șasea a play-off-ului. Astfel, ieșenii au revenit în primul eșalon după doi ani de absență. La ultima participare, în sezonul 2020-2021, Poli Iași a retrogradat după ce a încheiat sezonul pe ultimul loc în clasament.
Al doilea club care a promovat direct a fost Oțelul Galați, după ce a obținut o victorie, 1-0, împotriva Unirii Dej în ultima etapă a play-off-ului. Oțelul, fosta campioană a României în sezonul 2010-2011, a revenit pe prima scenă după opt ani de absență. Echipa a retrogradat la finalul sezonului 2014-2015 după ce a încheiat pe penultimul loc în clasament. Între timp, clubul a intrat în faliment și s-a desființat în aprilie 2016, pentru a se reînființa în iulie 2016 și a reîncepe parcursul sportiv în Liga a IV-a.
Cel de-al treilea club care a obținut promovarea a fost Dinamo București, cel care a câștigat barajul de promovare contra echipei Argeș Pitești cu scorul general de 8-5. Câinii roșii au revenit astfel în prima ligă după doar un an de absență, clubul retrogradând la finalul sezonului 2021-2022.

#### Echipele retrogradate înLiga a II-a
Primul club retrogradat matematic din prima divizie a fost CS Mioveni, după o înfrângere, 0-2, împotriva echipei Argeș Pitești pe 29 aprilie 2023. Echipa a petrecut două sezoane consecutive în primul eșalon.
Cel de-al doilea club care a retrogradat direct a fost Chindia Târgoviște, după un rezultat de egalitate, 2-2, împotriva echipei FC Voluntari pe 19 mai 2023, în ultima etapă a play-out-ului. Chindia a petrecut patru sezoane consecutive în prima ligă.
Cea de-a treia echipă care a retrogradat a fost Argeș Pitești, cea care a pierdut barajul de promovare/menținere în SuperLiga României contra formației Dinamo București cu scorul general de 5-8. După trei sezoane consecutive în primul eșalon, piteștenii revin din nou în Liga a II-a.

### Stadioane
| FCSB                     | FCU 1948 | Universitatea Craiova | Universitatea Cluj             |
| ------------------------ | --- | --- | ------------------------------ |
| Arena Națională          | Ion Oblemenco | Ion Oblemenco | Cluj Arena                     |
| Capacitate: 55.634       | Capacitate: 30.944 | Capacitate: 30.944 | Capacitate: 30.201             |
|                          | | |                                |
| CFR Cluj                 | Petrolul Ploiești | Rapid București | Oțelul Galați                  |
| Dr. Constantin Rădulescu | Ilie Oană | Superbet Arena Giulești | Oțelul                         |
| Capacitate: 17.408       | Capacitate: 15.073 | Capacitate: 14.047 | Capacitate: 13.500             |
|                          | | |                                |
| Hermannstadt             | BucureștiUniversitateaCFRUniversitateaFCU 1948BotoșaniPetrolulSepsiOțelulUTAFarulHermannstadtPoli IașiVoluntariEchipele din București: · Dinamo · FCSB · RapidSuperLiga României 2023-2024 (România) DinamoFCSBRapid Locațiile echipelor din București. | BucureștiUniversitateaCFRUniversitateaFCU 1948BotoșaniPetrolulSepsiOțelulUTAFarulHermannstadtPoli IașiVoluntariEchipele din București: · Dinamo · FCSB · RapidSuperLiga României 2023-2024 (România) DinamoFCSBRapid Locațiile echipelor din București. | UTA Arad                       |
| Municipal (Sibiu)        | BucureștiUniversitateaCFRUniversitateaFCU 1948BotoșaniPetrolulSepsiOțelulUTAFarulHermannstadtPoli IașiVoluntariEchipele din București: · Dinamo · FCSB · RapidSuperLiga României 2023-2024 (România) DinamoFCSBRapid Locațiile echipelor din București. | BucureștiUniversitateaCFRUniversitateaFCU 1948BotoșaniPetrolulSepsiOțelulUTAFarulHermannstadtPoli IașiVoluntariEchipele din București: · Dinamo · FCSB · RapidSuperLiga României 2023-2024 (România) DinamoFCSBRapid Locațiile echipelor din București. | Francisc Neuman                |
| Capacitate: 13.014       | BucureștiUniversitateaCFRUniversitateaFCU 1948BotoșaniPetrolulSepsiOțelulUTAFarulHermannstadtPoli IașiVoluntariEchipele din București: · Dinamo · FCSB · RapidSuperLiga României 2023-2024 (România) DinamoFCSBRapid Locațiile echipelor din București. | BucureștiUniversitateaCFRUniversitateaFCU 1948BotoșaniPetrolulSepsiOțelulUTAFarulHermannstadtPoli IașiVoluntariEchipele din București: · Dinamo · FCSB · RapidSuperLiga României 2023-2024 (România) DinamoFCSBRapid Locațiile echipelor din București. | Capacitate: 11.500             |
|                          | BucureștiUniversitateaCFRUniversitateaFCU 1948BotoșaniPetrolulSepsiOțelulUTAFarulHermannstadtPoli IașiVoluntariEchipele din București: · Dinamo · FCSB · RapidSuperLiga României 2023-2024 (România) DinamoFCSBRapid Locațiile echipelor din București. | BucureștiUniversitateaCFRUniversitateaFCU 1948BotoșaniPetrolulSepsiOțelulUTAFarulHermannstadtPoli IașiVoluntariEchipele din București: · Dinamo · FCSB · RapidSuperLiga României 2023-2024 (România) DinamoFCSBRapid Locațiile echipelor din București. |                                |
| Politehnica Iași         | BucureștiUniversitateaCFRUniversitateaFCU 1948BotoșaniPetrolulSepsiOțelulUTAFarulHermannstadtPoli IașiVoluntariEchipele din București: · Dinamo · FCSB · RapidSuperLiga României 2023-2024 (România) DinamoFCSBRapid Locațiile echipelor din București. | BucureștiUniversitateaCFRUniversitateaFCU 1948BotoșaniPetrolulSepsiOțelulUTAFarulHermannstadtPoli IașiVoluntariEchipele din București: · Dinamo · FCSB · RapidSuperLiga României 2023-2024 (România) DinamoFCSBRapid Locațiile echipelor din București. | Sepsi Sf. Gheorghe             |
| Emil Alexandrescu        | BucureștiUniversitateaCFRUniversitateaFCU 1948BotoșaniPetrolulSepsiOțelulUTAFarulHermannstadtPoli IașiVoluntariEchipele din București: · Dinamo · FCSB · RapidSuperLiga României 2023-2024 (România) DinamoFCSBRapid Locațiile echipelor din București. | BucureștiUniversitateaCFRUniversitateaFCU 1948BotoșaniPetrolulSepsiOțelulUTAFarulHermannstadtPoli IașiVoluntariEchipele din București: · Dinamo · FCSB · RapidSuperLiga României 2023-2024 (România) DinamoFCSBRapid Locațiile echipelor din București. | Sepsi                          |
| Capacitate: 11.310       | BucureștiUniversitateaCFRUniversitateaFCU 1948BotoșaniPetrolulSepsiOțelulUTAFarulHermannstadtPoli IașiVoluntariEchipele din București: · Dinamo · FCSB · RapidSuperLiga României 2023-2024 (România) DinamoFCSBRapid Locațiile echipelor din București. | BucureștiUniversitateaCFRUniversitateaFCU 1948BotoșaniPetrolulSepsiOțelulUTAFarulHermannstadtPoli IașiVoluntariEchipele din București: · Dinamo · FCSB · RapidSuperLiga României 2023-2024 (România) DinamoFCSBRapid Locațiile echipelor din București. | Capacitate: 8.400              |
|                          | BucureștiUniversitateaCFRUniversitateaFCU 1948BotoșaniPetrolulSepsiOțelulUTAFarulHermannstadtPoli IașiVoluntariEchipele din București: · Dinamo · FCSB · RapidSuperLiga României 2023-2024 (România) DinamoFCSBRapid Locațiile echipelor din București. | BucureștiUniversitateaCFRUniversitateaFCU 1948BotoșaniPetrolulSepsiOțelulUTAFarulHermannstadtPoli IașiVoluntariEchipele din București: · Dinamo · FCSB · RapidSuperLiga României 2023-2024 (România) DinamoFCSBRapid Locațiile echipelor din București. |                                |
| Dinamo București         | FC Botoșani | FC Voluntari | Farul Constanța                |
| Arcul de Triumf          | Municipal (Botoșani) | Anghel Iordănescu | Central-Academia Gheorghe Hagi |
| Capacitate: 8.207        | Capacitate: 7.782 | Capacitate: 4.600 | Capacitate: 4.545              |
|                          | | |                                |

1. ↑  Dinamo București și-a disputat meciurile de pe teren propriu pe Stadionul Arcul de Triumf, deoarece Stadionul Dinamo s-a aflat în stare avansată de degradare.[18]
2. ↑  Farul Constanța și-a disputat meciurile de pe teren propriu pe Stadionul Central-Academia Gheorghe Hagi din Ovidiu, deoarece Stadionul Gheorghe Hagi s-a aflat în reconstrucție.[19][20]

### Personal și statistici
Note:
- Datele statistice sunt bazate pe ceea indică forurile competente de conducere, LPF și UEFA.

| Echipă       | Ultima prom. | Clasare 2022-23 | Antrenor (numire)                   | Căpitan           | Sez. în SuperLigă |
| ------------ | ------------ | --------------- | ----------------------------------- | ----------------- | ----------------- |
| FCV Farul    | 2012         | 1               | Gheorghe Hagi (21 iunie 2021)       | Ionuț Larie       | 11                |
| FCSB         | 1947         | 2               | Ilias Charalampous (30 martie 2023) | Darius Olaru      | 75                |
| CFR Cluj     | 2004         | 3               | Dan Petrescu (30 aprilie 2024)      | Mário Camora      | 28                |
| CSU Craiova  | 2014         | 4               | Constantin Gâlcă (17 aprilie 2024)  | Nicușor Bancu     | 9                 |
| Rapid        | 2021         | 5               | Bogdan Lobonț (18 aprilie 2024)     | Cristian Săpunaru | 68                |
| Sepsi        | 2017         | 6               | Bernd Storck (1 decembrie 2023)     | Roland Niczuly    | 6                 |
| FCU Craiova  | 2021         | 7               | Eugen Trică (5 aprilie 2024)        | Juan Bauza        | 21                |
| Voluntari    | 2015         | 8               | Florin Pârvu (12 martie 2024)       | Igor Armaș        | 8                 |
| Petrolul     | 2022         | 9               | László Balint (8 aprilie 2024)      | Valentin Țicu     | 59                |
| U Cluj       | 2022         | 10              | Ovidiu Sabău (24 august 2023)       | Alexandru Chipciu | 57                |
| Botoșani     | 2013         | 11              | Bogdan Andone (28 decembrie 2023)   | Victor Dican      | 10                |
| Hermannstadt | 2022         | 12              | Marius Măldărășanu (21 iunie 2021)  | Ionuț Stoica      | 4                 |
| UTA Arad     | 2020         | 13              | Mircea Rednic (25 aprilie 2023)     | Alexandru Benga   | 41                |
| Poli Iași    | 2023         | 1 (L2)          | Tony da Silva (1 aprilie 2024)      | Nicolás Samayoa   | 36                |
| Oțelul       | 2023         | 3 (L2)          | Dorinel Munteanu (6 iulie 2021)     | Juri Cisotti      | 27                |
| Dinamo       | 2023         | 4 (L2)          | Željko Kopić (1 decembrie 2023)     | Răzvan Patriche   | 73                |

Legendă culori:
     Farul Constanța și Sepsi OSK au participat în runda play-off a Conference League 2023-2024, Farul trecând anterior și prin primul tur de calificare al Ligii Campionilor 2023-2024. FCSB a participat în al treilea tur de calificare al competiției
     CFR Cluj a participat în al doilea tur de calificare al Conference League 2023-2024
     Promovată din Liga a II-a 2022-2023

#### Schimbări manageriale
| Club                  | Antrenor             | Motivul plecării       | Data plecării      | Durata mandatului        | Înlocuit cu          | Data numirii       |
| --------------------- | -------------------- | ---------------------- | ------------------ | ------------------------ | -------------------- | ------------------ |
| Botoșani              | Flavius Stoican      | Sfârșitul contractului | 20 mai 2023        | 5 luni și 10 zile        | Marius Croitoru      | 16 iunie 2023      |
| Sepsi OSK             | Cristiano Bergodi    | Sfârșitul contractului | 28 mai 2023        | un an, 7 luni și 17 zile | Liviu Ciobotariu     | 9 iunie 2023       |
| Universitatea Cluj    | Ovidiu Sabău         | A demisionat           | 30 mai 2023        | 4 luni și 28 de zile     | Anton Petrea         | 9 iunie 2023       |
| FCU 1948              | Nicolò Napoli        | Sfârșitul contractului | 2 iunie 2023       | 6 luni și 24 de zile     | João Janeiro         | 3 iunie 2023       |
| Voluntari             | Liviu Ciobotariu     | Comun acord            | 8 iunie 2023       | 2 ani, o lună și o zi    | Marin Dună           | 8 iunie 2023       |
| CFR Cluj              | Dan Petrescu         | Comun acord            | 8 iunie 2023       | un an, 9 luni și 8 zile  | Andrea Mandorlini    | 16 iunie 2023      |
| FCU 1948              | João Janeiro         | Comun acord            | 21 iunie 2023      | 18 zile                  | Nicolae Dică         | 17 iulie 2023      |
| Rapid București       | Adrian Mutu          | A demisionat           | 8 iulie 2023       | un an, 4 luni și 6 zile  | Cristiano Bergodi    | 10 iulie 2023      |
| Universitatea Craiova | Eugen Neagoe         | Comun acord            | 25 iulie 2023      | 6 luni și 22 de zile     | Laurențiu Reghecampf | 26 iulie 2023      |
| Botoșani              | Marius Croitoru      | Comun acord            | 16 august 2023     | 2 luni                   | Dan Alexa            | 1 septembrie 2023  |
| FCU 1948              | Nicolae Dică         | Comun acord            | 19 august 2023     | o lună și 2 zile         | Paul Răducan         | 21 septembrie 2023 |
| Universitatea Cluj    | Anton Petrea         | Demis                  | 24 august 2023     | 2 luni și 15 zile        | Ovidiu Sabău         | 24 august 2023     |
| Universitatea Craiova | Laurențiu Reghecampf | Comun acord            | 18 septembrie 2023 | o lună și 23 de zile     | Corneliu Papură      | 21 septembrie 2023 |
| FCU 1948              | Paul Răducan         | Comun acord            | 16 octombrie 2023  | 25 de zile               | Giovanni Costantino  | 16 octombrie 2023  |
| Botoșani              | Dan Alexa            | A demisionat           | 2 noiembrie 2023   | 2 luni și o zi           | Mihai Ciobanu        | 5 decembrie 2023   |
| Universitatea Craiova | Corneliu Papură      | Comun acord            | 7 noiembrie 2023   | o lună și 17 zile        | Ivailo Petev         | 7 noiembrie 2023   |
| Dinamo                | Ovidiu Burcă         | A demisionat           | 28 noiembrie 2023  | un an, 4 luni și 7 zile  | Željko Kopić         | 1 decembrie 2023   |
| Sepsi OSK             | Liviu Ciobotariu     | Comun acord            | 29 noiembrie 2023  | 5 luni și 20 de zile     | Bernd Storck         | 1 decembrie 2023   |
| Botoșani              | Mihai Ciobanu        | Comun acord            | 28 decembrie 2023  | 23 de zile               | Bogdan Andone        | 28 decembrie 2023  |
| CFR Cluj              | Andrea Mandorlini    | Comun acord            | 24 ianuarie 2024   | 7 luni și 8 zile         | Adrian Mutu          | 24 ianuarie 2024   |
| Voluntari             | Marin Dună           | Comun acord            | 31 ianuarie 2024   | 7 luni și 23 de zile     | Nicolae Dică         | 31 ianuarie 2024   |
| FCU 1948              | Giovanni Costantino  | Comun acord            | 28 februarie 2024  | 4 luni și 12 zile        | Nicolò Napoli        | 4 martie 2024      |
| Petrolul              | Florin Pârvu         | Demis                  | 9 martie 2024      | un an, o lună și o zi    | László Balint        | 8 aprilie 2024     |
| Voluntari             | Nicolae Dică         | Comun acord            | 11 martie 2024     | o lună și 10 zile        | Florin Pârvu         | 12 martie 2024     |
| Poli Iași             | Leo Grozavu          | Comun acord            | 31 martie 2024     | un an, 5 luni și 15 zile | Tony da Silva        | 1 aprilie 2024     |
| CFR Cluj              | Adrian Mutu          | A demisionat           | 3 aprilie 2024     | 2 luni și 10 zile        | Dan Petrescu         | 30 aprilie 2024    |
| FCU 1948              | Nicolò Napoli        | Sfârșitul contractului | 4 aprilie 2024     | o lună                   | Eugen Trică          | 5 aprilie 2024     |
| Universitatea Craiova | Ivailo Petev         | Comun acord            | 10 aprilie 2024    | 5 luni și 3 zile         | Costel Gâlcă         | 17 aprilie 2024    |
| Rapid București       | Cristiano Bergodi    | Comun acord            | 16 aprilie 2024    | 9 luni și 6 zile         | Bogdan Lobonț        | 18 aprilie 2024    |

## Sezonul regular
În sezonul regular, cele 16 echipe s-au întâlnit de două ori, într-un total de 30 de meciuri pe echipă; partea de sus, primele șase, au avansat în play-off-ul pentru câștigarea titlului și, partea de jos, restul de 10, au intrat în play-out-ul pentru evitarea retrogradării.

### Meciurile sezonului regular
| Oaspeți ► Gazde ▼                          | HER | CFR | OȚE | DIN | FCU | RAP | PET | VOL | BOT | UCJ | SEP | FCS | UCV | UTA | IAȘ | FAR |
| ------------------------------------------ | --- | --- | --- | --- | --- | --- | --- | --- | --- | --- | --- | --- | --- | --- | --- | --- |
| Hermannstadt                               | —   | 1–0 | 4–1 | 4–0 | 1–0 | 1–1 | 0–0 | 3–1 | 2–0 | 2–2 | 1–1 | 2–2 | 2–1 | 2–1 | 0–0 | 0–1 |
| CFR Cluj                                   | 1–0 | —   | 0–0 | 4–0 | 2–0 | 0–1 | 1–0 | 4–1 | 3–1 | 4–0 | 3–0 | 1–1 | 1–1 | 0–0 | 2–1 | 3–1 |
| Oțelul                                     | 1–1 | 2–2 | —   | 1–0 | 1–0 | 0–0 | 0–0 | 2–2 | 0–2 | 1–1 | 2–3 | 0–2 | 1–3 | 1–1 | 1–1 | 0–1 |
| Dinamo                                     | 1–0 | 1–1 | 3–1 | —   | 0–1 | 1–2 | 1–1 | 1–0 | 1–0 | 0–1 | 0–3 | 0–1 | 0–2 | 1–0 | 0–0 | 0–2 |
| FCU Craiova                                | 1–1 | 1–3 | 0–2 | 2–1 | —   | 3–5 | 2–0 | 3–1 | 2–0 | 3–4 | 2–1 | 1–3 | 1–2 | 2–3 | 1–1 | 4–0 |
| Rapid                                      | 2–0 | 3–1 | 2–1 | 4–0 | 4–3 | —   | 0–2 | 1–2 | 2–2 | 2–3 | 0–0 | 4–0 | 2–0 | 4–1 | 3–2 | 3–1 |
| Petrolul                                   | 0–0 | 1–2 | 2–2 | 1–0 | 4–3 | 0–0 | —   | 0–2 | 2–1 | 1–1 | 1–2 | 2–2 | 2–3 | 0–0 | 2–1 | 3–2 |
| Voluntari                                  | 1–1 | 1–4 | 1–1 | 2–3 | 0–1 | 2–1 | 0–0 | —   | 2–1 | 0–0 | 0–2 | 1–2 | 0–0 | 0–1 | 1–2 | 4–2 |
| Botoșani                                   | 2–2 | 1–0 | 0–0 | 0–2 | 0–1 | 0–0 | 1–1 | 3–3 | —   | 0–3 | 1–2 | 0–1 | 2–2 | 2–2 | 2–1 | 0–0 |
| U Cluj                                     | 2–1 | 3–4 | 0–1 | 1–1 | 2–1 | 0–3 | 0–0 | 1–2 | 1–0 | —   | 1–0 | 0–0 | 1–1 | 1–3 | 0–2 | 1–0 |
| Sepsi                                      | 1–1 | 2–1 | 1–1 | 2–1 | 1–0 | 0–0 | 0–0 | 4–0 | 5–2 | 0–0 | —   | 2–5 | 1–3 | 1–0 | 6–0 | 0–1 |
| FCSB                                       | 3–0 | 1–0 | 0–2 | 2–1 | 2–1 | 1–2 | 1–0 | 0–0 | 3–2 | 2–2 | 1–0 | —   | 3–0 | 4–0 | 2–1 | 1–1 |
| CSU Craiova                                | 1–0 | 1–0 | 0–0 | 1–0 | 1–1 | 1–1 | 1–3 | 2–1 | 5–1 | 2–2 | 2–1 | 0–3 | —   | 3–0 | 2–2 | 1–2 |
| UTA Arad                                   | 2–0 | 1–3 | 2–4 | 2–1 | 3–2 | 2–2 | 1–0 | 0–0 | 2–2 | 0–1 | 2–1 | 2–1 | 2–2 | —   | 1–0 | 0–0 |
| Poli Iași                                  | 1–3 | 3–3 | 1–1 | 0–0 | 1–1 | 3–1 | 0–0 | 0–0 | 1–1 | 1–0 | 1–0 | 1–3 | 1–4 | 1–0 | —   | 2–3 |
| FCV Farul                                  | 1–1 | 1–1 | 1–1 | 0–2 | 1–0 | 0–0 | 3–1 | 4–1 | 1–1 | 1–1 | 2–1 | 0–1 | 2–0 | 2–2 | 1–3 | —   |
| Câștigă gazdele; Remiză; Câștigă oaspeții. |     |     |     |     |     |     |     |     |     |     |     |     |     |     |     |     |

### Clasamentul sezonului regular
| Loc | Echipă       | Pct. | MJ | V  | E  | Î  | GM | GP | DG  | Calificare             |
| --- | ------------ | ---- | -- | -- | -- | -- | -- | -- | --- | ---------------------- |
| 1.  | FCSB         | 64   | 30 | 19 | 7  | 4  | 53 | 28 | +25 | Calificare în Play-off |
| 2.  | Rapid        | 55   | 30 | 15 | 10 | 5  | 55 | 32 | +23 | Calificare în Play-off |
| 3.  | CFR Cluj     | 53   | 30 | 15 | 8  | 7  | 54 | 29 | +25 | Calificare în Play-off |
| 4.  | CSU Craiova  | 49   | 30 | 13 | 10 | 7  | 47 | 38 | +9  | Calificare în Play-off |
| 5.  | FCV Farul    | 43   | 30 | 11 | 10 | 9  | 37 | 38 | −1  | Calificare în Play-off |
| 6.  | Sepsi        | 43   | 30 | 12 | 7  | 11 | 43 | 34 | +9  | Calificare în Play-off |
| 7.  | U Cluj       | 42   | 30 | 10 | 12 | 8  | 35 | 38 | −3  | Calificare în Play-out |
| 8.  | UTA Arad     | 40   | 30 | 10 | 10 | 10 | 36 | 43 | −7  | Calificare în Play-out |
| 9.  | Hermannstadt | 40   | 30 | 9  | 13 | 8  | 36 | 31 | +5  | Calificare în Play-out |
| 10. | Petrolul     | 35   | 30 | 7  | 14 | 9  | 29 | 32 | −3  | Calificare în Play-out |
| 11. | Oțelul       | 34   | 30 | 6  | 16 | 8  | 31 | 36 | −5  | Calificare în Play-out |
| 12. | Poli Iași    | 33   | 30 | 7  | 12 | 11 | 33 | 44 | −11 | Calificare în Play-out |
| 13. | FCU Craiova  | 31   | 30 | 9  | 4  | 17 | 43 | 50 | −7  | Calificare în Play-out |
| 14. | Dinamo       | 29   | 30 | 8  | 5  | 17 | 22 | 41 | −19 | Calificare în Play-out |
| 15. | Voluntari    | 28   | 30 | 6  | 10 | 14 | 31 | 49 | −18 | Calificare în Play-out |
| 16. | Botoșani     | 21   | 30 | 3  | 12 | 15 | 30 | 52 | −22 | Calificare în Play-out |

1. 1 2  FAR 2-1 SEP; SEP 0-1 FAR
2. 1 2  UTA 2-0 HER; HER 2-1 UTA

## Play-off
Primele șase echipe din sezonul regular s-au întâlnit de două ori (10 meciuri pe echipă) pentru locuri în Liga Campionilor 2024-2025 și UEFA Conference League 2024-2025, precum și pentru a decide campioana ligii. Punctele realizate în sezonul regular s-au înjumătățit în faza play-off-ului.

### Echipele calificate
| Loc | Echipa    | Pct. |
| --- | --------- | ---- |
| 1   | FCSB      | 32   |
| 2   | Rapid     | 28*  |
| 3   | CFR Cluj  | 27*  |
| 4   | U Craiova | 25*  |
| 5   | FCV Farul | 22*  |
| 6   | Sepsi     | 22*  |

Notă
(*) - Au beneficiat de rotunjire prin adaos.

### Clasamentul play-off-ului
| Loc | Echipă          | Pct. | MJ | V | E | Î | GM | GP | DG |  | FCS | CFR | UCV | FAR | SPS | RAP |
| --- | --------------- | ---- | -- | - | - | - | -- | -- | -- |  | --- | --- | --- | --- | --- | --- |
| 1. | FCSB (C)        | 49   | 10 | 5 | 2 | 3 | 12 | 11 | +1 |  | —   | 0–1 | 2–0 | 2–1 | 2–1 | 2–2 |
| 2. | CFR Cluj        | 46   | 10 | 6 | 1 | 3 | 19 | 14 | +5 |  | 0–1 | —   | 1–2 | 5–1 | 2–1 | 3–2 |
| 3. | CSU Craiova (W) | 44   | 10 | 6 | 1 | 3 | 18 | 14 | +4 |  | 2–0 | 0–1 | —   | 1–2 | 3–2 | 2–1 |
| 4. | FCV Farul       | 36   | 10 | 4 | 2 | 4 | 19 | 20 | −1 |  | 0–1 | 5–1 | 3–3 | —   | 1–4 | 3–1 |
| 5. | Sepsi           | 34   | 10 | 3 | 3 | 4 | 17 | 17 | 0  |  | 2–2 | 1–1 | 1–3 | 1–1 | —   | 3–2 |
| 6. | Rapid           | 32   | 10 | 1 | 1 | 8 | 13 | 22 | −9 |  | 2–0 | 1–4 | 1–2 | 1–2 | 0–1 | —   |
| Legendă: Locul 1: Liga Campionilor 2024-25 Turul I Locul 2: Conference League 2024-25 Turul II Locul 3: Baraj pentru Conference League |                 |      |    |   |   |   |    |    |    |  |     |     |     |     |     |     |

| Câștigătorii SuperLigii României ediția 2023/2024 |
| ------------------------------------------------- |
| FCSB Al 27-lea titlu                              |

## Lider
- Notă: Această cronologie arată diferența de puncte dintre lider și locul 2 pe etape.

## Play-out
Restul de zece echipe din sezonul regular s-au întâlnit o singură dată (9 meciuri pe echipă) pentru evitarea de la retrogradare. Punctele realizate în sezonul regular s-au înjumătățit în faza play-out-ului.

### Echipele calificate
| Loc | Echipa       | Pct. |
| --- | ------------ | ---- |
| 1   | U Cluj       | 21   |
| 2   | UTA Arad     | 20   |
| 3   | Hermannstadt | 20   |
| 4   | Petrolul     | 18*  |
| 5   | Oțelul       | 17   |
| 6   | Poli Iași    | 17*  |
| 7   | FCU Craiova  | 16*  |
| 8   | Dinamo       | 15*  |
| 9   | Voluntari    | 14   |
| 10  | Botoșani     | 11*  |

Notă
(*) - Au beneficiat de rotunjire prin adaos.

### Clasamentul play-out-ului
| Loc | Echipă          | Pct. | MJ | V | E | Î | GM | GP | DG |  | UTA | OTE | HER | UCJ | PET | IAS | DIN | BOT | VOL | FCU |
| --- | --------------- | ---- | -- | - | - | - | -- | -- | -- |  | --- | --- | --- | --- | --- | --- | --- | --- | --- | --- |
| 1. | UTA Arad        | 37   | 9  | 5 | 2 | 2 | 15 | 11 | +4 |  |     | 3–1 | 1–3 |     |     |     |     | 1–0 | 4–3 | 3–1 |
| 2. | Oțelul (L)      | 36   | 9  | 6 | 1 | 2 | 11 | 7  | +4 |  |     |     | 1–0 | 1–0 |     | 1–0 | 1–0 | 2–0 |     |     |
| 3. | Hermannstadt    | 34   | 9  | 4 | 2 | 3 | 13 | 7  | +6 |  |     |     |     | 1–1 | 2–0 | 0–1 | 3–0 | 1–1 |     |     |
| 4. | U Cluj (L)      | 33   | 9  | 3 | 3 | 3 | 12 | 10 | +2 |  | 0–0 |     |     |     | 1–2 | 1–0 | 3–3 | 3–0 |     |     |
| 5. | Petrolul        | 29   | 9  | 3 | 2 | 4 | 8  | 14 | −6 |  | 1–1 | 2–1 |     |     |     |     |     | 1–2 | 0–4 | 1–0 |
| 6. | Poli Iași       | 27   | 9  | 3 | 1 | 5 | 7  | 8  | −1 |  | 0–2 |     |     |     | 2–0 |     |     |     | 3–1 | 0–0 |
| 7. | Dinamo (W)      | 25   | 9  | 2 | 4 | 3 | 10 | 12 | −2 |  | 2–0 |     |     |     | 1–1 | 1–0 |     |     | 1–1 |     |
| 8. | Botoșani (W)    | 25   | 9  | 4 | 2 | 3 | 11 | 11 | 0  |  |     |     |     |     |     | 2–1 | 2–1 |     | 0–0 | 4–1 |
| 9. | Voluntari (R)   | 24   | 9  | 2 | 4 | 3 | 11 | 10 | +1 |  |     | 1–1 | 1–0 | 0–1 |     |     |     |     |     | 0–0 |
| 10. | FCU Craiova (R) | 22   | 9  | 1 | 3 | 5 | 8  | 16 | −8 |  |     | 1–2 | 1–3 | 3–2 |     |     | 1–1 |     |     |     |
| Legendă: Locurile 2, 4: Baraj pentru Conference League Locurile 7, 8: Baraj de promovare/menținere în SuperLigă Locurile 9, 10: Retrogradare în Liga a II-a |                 |      |    |   |   |   |    |    |    |  |     |     |     |     |     |     |     |     |     |     |

1. 1 2 3 4 5 6 7  UTA Arad, Hermannstadt, Petrolul Ploiești, Poli Iași, Dinamo București, Botoșani și Voluntari nu au primit licența UEFA pentru sezonul următor al cupelor europene.[44]
2. 1 2  Departajarea se face la numărul de puncte acumulate în sezonul regular. DIN: 29, BOT: 21.

## Barajul pentru UEFA Conference League
Cele mai bine echipe clasate la finalul play-out-ului ce dețin o licență UEFA au disputat un joc de baraj într-o singură manșă, pe terenul echipei mai bine clasate. Învingătoarea a disputat ulterior un joc de baraj într-o singură manșă cu echipa situată în clasamentul play-off-ului pe ultimul loc care a asigurat participarea în competițiile europene intercluburi în sezonul următor, iar învingătoarea din acest ultim joc de baraj a participat în competiția europeană intercluburi UEFA Conference League 2024-2025.

### Semifinala
| 19 mai 2024 | Oțelul | 0 - 2   | U Cluj            | Galați                                                             |  |
| 14:30       |        | Detalii | 62', 73' Ferreira | Stadion: Oțelul Spectatori: 10.000 Arbitru: Marian Barbu (Făgăraș) |  |

### Finala
| 26 mai 2024                                              | U Craiova               | 1 - 1 (d.p.) (5 – 4 d.l.d.)                        | U Cluj                | Craiova                                                                      |  |
| 20:00                                                    | Houri 120' (pen.)       | Detalii                                            | 120+10' (pen.) Nistor | Stadion: Ion Oblemenco Spectatori: 15.487 Arbitru: Marcel Bîrsan (București) |  |
|                                                          | Lovituri de departajare |                                                    |                       |                                                                              |  |
| Koljić* · Silva · Mekvabishvili · Crețu · Houri · Zajkov |                         | Bic · Mitrea · Chipciu · Thalisson · Nistor · Ilie |                       |                                                                              |  |

## Barajele de promovare/menținere în SuperLigă
Barajele pentru deciderea ultimelor două echipe din sezonul 2024-2025 al primei ligi naționale s-a disputat între ocupanta locului 7 din play-out-ul SuperLigii și ocupanta locului 6 din Liga a II-a, respectiv ocupanta locului 8 din play-out-ul SuperLigii și ocupanta locului 5 din Liga a II-a.
| Echipa 1 | Scor gen. | Echipa 2    | Tur   | Retur |
| -------- | --------- | ----------- | ----- | ----- |
| Botoșani | 2 – 0     | Mioveni     | 1 – 0 | 1 – 0 |
| Dinamo   | 2 – 0     | Csíkszereda | 2 – 0 | 0 – 0 |

Tur
| 17 mai 2024 | Botoșani       | 1 - 0   | Mioveni | Botoșani                                                                   |  |
| 20:00       | Ferreira 90+3' | Detalii |         | Stadion: Municipal Spectatori: 5.816 Arbitru: Horațiu Feșnic (Cluj-Napoca) |  |

| 20 mai 2024 | Dinamo           | 2 - 0   | Csíkszereda | București                                                                      |  |
| 20:00       | Politic 46', 73' | Detalii |             | Stadion: Arena Națională Spectatori: 31.123 Arbitru: Rareș Vidican (Satu Mare) |  |

Retur
| 24 mai 2024 | Mioveni | 0 - 1   | Botoșani   | Mioveni                                                    |  |
| 20:00       |         | Detalii | 75' Mailat | Stadion: Orășenesc Arbitru: Sebastian Colțescu (București) |  |

| 27 mai 2024 | Csíkszereda | 0 - 0   | Dinamo | Miercurea Ciuc                                                             |  |
| 20:00       |             | Detalii |        | Stadion: Municipal Spectatori: 2.356 Arbitru: Horațiu Feșnic (Cluj-Napoca) |  |

## Statistici

### Clasament total
Acesta este un clasament neoficial cu toate punctele adunate de fiecare echipă în acest sezon, sezon regular + play-off/play-out.
| Loc | Echipă       | Pct. | MJ | V  | E  | Î  | GM | GP | DG  | A evoluat în |
| --- | ------------ | ---- | -- | -- | -- | -- | -- | -- | --- | ------------ |
| 1.  | FCSB         | 81   | 40 | 24 | 9  | 7  | 65 | 39 | +26 | Play-off     |
| 2.  | CFR Cluj     | 72   | 40 | 21 | 9  | 10 | 73 | 43 | +30 | Play-off     |
| 3.  | CSU Craiova  | 68   | 40 | 19 | 11 | 10 | 65 | 52 | +13 | Play-off     |
| 4.  | Rapid        | 59   | 40 | 16 | 11 | 13 | 67 | 52 | +15 | Play-off     |
| 5.  | FCV Farul    | 57   | 40 | 15 | 12 | 13 | 56 | 58 | −2  | Play-off     |
| 6.  | Sepsi        | 55   | 40 | 15 | 10 | 15 | 60 | 51 | +9  | Play-off     |
| 7.  | UTA Arad     | 57   | 39 | 15 | 12 | 12 | 51 | 54 | −3  | Play-out     |
| 8.  | Hermannstadt | 54   | 39 | 13 | 15 | 11 | 49 | 38 | +11 | Play-out     |
| 9.  | U Cluj       | 54   | 39 | 13 | 15 | 11 | 47 | 48 | −1  | Play-out     |
| 10. | Oțelul       | 53   | 39 | 12 | 17 | 10 | 42 | 43 | −1  | Play-out     |
| 11. | Petrolul     | 49   | 39 | 11 | 16 | 12 | 37 | 46 | −9  | Play-out     |
| 12. | Poli Iași    | 43   | 39 | 10 | 13 | 16 | 40 | 52 | −12 | Play-out     |
| 13. | Dinamo       | 39   | 39 | 10 | 9  | 20 | 32 | 53 | −21 | Play-out     |
| 14. | FCU Craiova  | 38   | 39 | 10 | 8  | 21 | 51 | 66 | −15 | Play-out     |
| 15. | Voluntari    | 38   | 39 | 8  | 14 | 17 | 42 | 59 | −17 | Play-out     |
| 16. | Botoșani     | 33   | 39 | 6  | 15 | 18 | 41 | 63 | −22 | Play-out     |

### Cei mai buni marcatori
| Poz.   | Jucător           | Club            | Goluri |
| ------ | ----------------- | --------------- | ------ |
| 1      | Florinel Coman    | FCSB            | 18     |
| 1      | Philip Otele      | CFR Cluj        | 18     |
| 3      | Albion Rrahmani   | Rapid           | 17     |
| 4      | Alexandru Mitriță | Univ. Craiova   | 16     |
| 5      | Darius Olaru      | FCSB            | 15     |
| 6      | Marius Ștefănescu | Sepsi OSK       | 14     |
| 6      | Daniel Bîrligea   | CFR Cluj        | 14     |
| 8      | Dan Nistor        | Univ. Cluj      | 13     |
| 9      | Louis Munteanu    | Farul Constanța | 12     |
| Sursa: |                   |                 |        |

### Hat-trick-uri
| Jucător           | Pentru                | Împotriva       | Rezultat | Data             | Etapa     |
| ----------------- | --------------------- | --------------- | -------- | ---------------- | --------- |
| Ionuț Larie       | Farul Constanța       | Voluntari       | 4-1 (A)  | 22 iulie 2023    | 2         |
| Darius Olaru      | FCSB                  | UTA Arad        | 4-0 (A)  | 22 ianuarie 2024 | 22        |
| Daniel Bîrligea   | CFR Cluj              | Rapid București | 4-1 (D)  | 6 aprilie 2024   | 3 (P-off) |
| Daniel Paraschiv  | Hermannstadt          | UTA Arad        | 3-1 (D)  | 12 aprilie 2024  | 4 (P-out) |
| Pavol Šafranko    | Sepsi OSK             | Farul Constanța | 4-1 (D)  | 3 mai 2024       | 8 (P-out) |
| Alexandru Mitriță | Universitatea Craiova | Farul Constanța | 3-3 (D)  | 13 mai 2024      | 9 (P-off) |

### Cele mai multe pase de gol
| Poz. | Jucător           | Club          | Pase de gol |
| ---- | ----------------- | ------------- | ----------- |
| 1    | Ciprian Deac      | CFR Cluj      | 14          |
| 2    | Alexandru Mitriță | Univ. Craiova | 13          |
| 3    | Florinel Coman    | FCSB          | 10          |
| 3    | Dan Nistor        | U Cluj        | 10          |
| 5    | Nicușor Bancu     | Univ. Craiova | 9           |

### Meciuri fără gol primit
| Poz. | Jucător          | Club              | Meciuri fără gol primit |
| ---- | ---------------- | ----------------- | ----------------------- |
| 1    | Ștefan Târnovanu | FCSB              | 16                      |
| 2    | Lukáš Zima       | Petrolul Ploiești | 12                      |
| 3    | Răzvan Sava      | CFR Cluj          | 11                      |
| 4    | Adnan Golubović  | Dinamo București  | 10                      |
| 5    | Florin Iacob     | UTA Arad          | 9                       |
| 5    | Roland Niczuly   | Sepsi OSK         | 9                       |
| 5    | Cătălin Căbuz    | Hermannstadt      | 9                       |
| 5    | Horațiu Moldovan | Rapid București   | 9                       |

### Cele mai multe minute jucate
| Loc | Jucător             | Club                  | Poziție  | Minute jucate |
| --- | ------------------- | --------------------- | -------- | ------------- |
| 1   | Răzvan Sava T       | CFR Cluj              | Portar   | 3.600         |
| 2   | Adnan Golubović T   | Dinamo București      | Portar   | 3.510         |
| 2   | Ștefan Târnovanu    | FCSB                  | Portar   | 3.510         |
| 2   | Lukáš Zima T        | Petrolul Ploiești     | Portar   | 3.510         |
| 5   | Karlo Muhar         | CFR Cluj              | Mijlocaș | 3.368         |
| 6   | Mihai Butean        | Hermannstadt          | Fundaș   | 3.349         |
| 7   | Laurențiu Popescu   | Universitatea Craiova | Portar   | 3.330         |
| 8   | Paul Iacob          | Rapid București       | Fundaș   | 3.250         |
| 9   | Jair                | Petrolul Ploiești     | Mijlocaș | 3.205         |
| 10  | Patricio Matricardi | Voluntari             | Fundaș   | 3.201         |

Note:
- T – a jucat în toate minutele disponibile din sezon pentru echipa sa.
- M – a jucat cel puțin un minut în toate meciurile disponibile din sezon pentru echipa sa.

### Disciplină

#### Jucător
- Cele mai multe cartonașe galbene: 12[52]
  -  Sota Mino (Hermannstadt)
  -  Marius Ștefănescu (Sepsi OSK)
  -  Nicușor Bancu (Universitatea Craiova)
- Cele mai multe cartonașe roșii: 2[53]
  -  Florinel Coman (FCSB)
  -  Patricio Matricardi (Voluntari)

#### Club
- Cele mai multe cartonașe galbene: 104[54]
  - Universitatea Craiova
- Cele mai puține cartonașe galbene: 67[55]
  - Voluntari
- Cele mai multe cartonașe roșii: 7[56]
  - FCSB
- Cele mai puține cartonașe roșii: 2
  - CFR Cluj
  - Dinamo București
  - Hermannstadt

## Premii

### Premii lunare
Ambele premii au fost acordate de Gazeta Sporturilor.
| Luna       | Antrenorul lunii   | Antrenorul lunii      | Jucătorul lunii   | Jucătorul lunii       | Ref.   |
| Luna       | Antrenor           | Club                  | Jucător           | Club                  | Ref.   |
| ---------- | ------------------ | --------------------- | ----------------- | --------------------- | ------ |
| Iulie      | Liviu Ciobotariu   | Sepsi OSK             | Florinel Coman    | FCSB                  | [ 57 ] |
| August     | Liviu Ciobotariu   | Sepsi OSK             | Aurelian Chițu    | FCU 1948              | [ 58 ] |
| Septembrie | Dorinel Munteanu   | Oțelul Galați         | Darius Olaru      | FCSB                  | [ 59 ] |
| Octombrie  | Ovidiu Sabău       | Universitatea Cluj    | Dan Nistor        | Universitatea Cluj    | [ 60 ] |
| Noiembrie  | Edward Iordănescu  | România               | Horațiu Moldovan  | Rapid București       | [ 61 ] |
| Decembrie  | Răzvan Lucescu     | PAOK                  | Darius Olaru      | FCSB                  | [ 62 ] |
| Februarie  | Cristiano Bergodi  | Rapid București       | Albion Rrahmani   | Rapid București       | [ 63 ] |
| Martie     | Ivailo Petev       | Universitatea Craiova | Alexandru Mitriță | Universitatea Craiova | [ 64 ] |
| Aprilie    | Ilias Charalampous | FCSB                  | Florinel Coman    | FCSB                  | [ 65 ] |
| Mai        | Răzvan Lucescu     | PAOK                  | Dennis Politic    | Dinamo București      | [ 66 ] |

### Echipa sezonului
Sursa:
| Portar                              | Ștefan Târnovanu (FCSB)             | Ștefan Târnovanu (FCSB)             | Ștefan Târnovanu (FCSB)             | Ștefan Târnovanu (FCSB)           | Ștefan Târnovanu (FCSB)                   | Ștefan Târnovanu (FCSB)                   | Ștefan Târnovanu (FCSB)                   | Ștefan Târnovanu (FCSB)                   | Ștefan Târnovanu (FCSB)           | Ștefan Târnovanu (FCSB)               | Ștefan Târnovanu (FCSB)               | Ștefan Târnovanu (FCSB)               |
| Fundași                             | Christopher Braun (Rapid București) | Christopher Braun (Rapid București) | Christopher Braun (Rapid București) | Siyabonga Ngezana (FCSB)          | Siyabonga Ngezana (FCSB)                  | Siyabonga Ngezana (FCSB)                  | Joyskim Dawa (FCSB)                       | Joyskim Dawa (FCSB)                       | Joyskim Dawa (FCSB)               | Nicușor Bancu (Universitatea Craiova) | Nicușor Bancu (Universitatea Craiova) | Nicușor Bancu (Universitatea Craiova) |
| Mijlocași centrali                  | Karlo Muhar (CFR Cluj)              | Karlo Muhar (CFR Cluj)              | Karlo Muhar (CFR Cluj)              | Karlo Muhar (CFR Cluj)            | Karlo Muhar (CFR Cluj)                    | Karlo Muhar (CFR Cluj)                    | Darius Olaru (FCSB)                       | Darius Olaru (FCSB)                       | Darius Olaru (FCSB)               | Darius Olaru (FCSB)                   | Darius Olaru (FCSB)                   | Darius Olaru (FCSB)                   |
| Mijlocași ofensivi                  | Philip Otele (CFR Cluj)             | Philip Otele (CFR Cluj)             | Philip Otele (CFR Cluj)             | Philip Otele (CFR Cluj)           | Alexandru Mitriță (Universitatea Craiova) | Alexandru Mitriță (Universitatea Craiova) | Alexandru Mitriță (Universitatea Craiova) | Alexandru Mitriță (Universitatea Craiova) | Florinel Coman (FCSB)             | Florinel Coman (FCSB)                 | Florinel Coman (FCSB)                 | Florinel Coman (FCSB)                 |
| Atacanți                            | Albion Rrahmani (Rapid București)   | Albion Rrahmani (Rapid București)   | Albion Rrahmani (Rapid București)   | Albion Rrahmani (Rapid București) | Albion Rrahmani (Rapid București)         | Albion Rrahmani (Rapid București)         | Albion Rrahmani (Rapid București)         | Albion Rrahmani (Rapid București)         | Albion Rrahmani (Rapid București) | Albion Rrahmani (Rapid București)     | Albion Rrahmani (Rapid București)     | Albion Rrahmani (Rapid București)     |
| Antrenor: Ilias Charalampous (FCSB) |                                     |                                     |                                     |                                   |                                           |                                           |                                           |                                           |                                   |                                       |                                       |                                       |

## Legături externe
- Site web oficial